# Regina Claas
Regina Claas (* 24. Juni 1955 in Düsseldorf) ist eine deutsche Sozialarbeiterin, baptistische Missionarin, Pastorin und seit 2010 Vizepräsidentin des Baptistischen Weltbundes. Von 2003 bis 2013 war sie Generalsekretärin des Bundes Evangelisch-Freikirchlicher Gemeinden in Deutschland.

## Leben
Regina Claas entstammt einer baptistischen Pastorenfamilie. Ihr Vater Gerhard Claas († 1988) war u. a. Generalsekretär des Baptistischen Weltbundes.
Nach ihrer Schulzeit studierte Regina Claas von 1975 bis 1980 Medizin in Frankfurt am Main und besuchte anschließend die Fachhochschule Ostfriesland, die sie 1983 im Fachbereich Sozialpädagogik/Sozialarbeit absolvierte. Ihr berufliches Anerkennungsjahr führte sie nach Falls Church (Virginia) / USA, wo sie am Vienna Family Therapy Institute arbeitete. Von 1984 bis 1986 war sie im Krankenhaussozialdienst des evangelisch-freikirchlichen Albertinen Krankenhauses in Hamburg-Schnelsen tätig. 1986 wechselte sie als zum Hamburg-Horner Jugendseminar des evangelisch-freikirchlichen Gemeindejugendwerks und war dort vor allem als pädagogische Referentin in der Aus- und Fortbildung ehrenamtlicher Jugendmitarbeiter tätig. 1991 folgten weitere Auslandsaufenthalte. Bis 1994 arbeitete sie leitend als  Associate Youth Director in der Jugend-Abteilung der Baptist World Alliance (BWA) in McLean (Virginia / USA). Danach war sie im Auftrag der Europäisch-Baptistischen Mission und in Zusammenarbeit mit der Baptist Convention of South Africa in Johannesburg (Südafrika) als Missionarin tätig. Sie setzte sich dort insbesondere für Frieden, Gerechtigkeit und Versöhnung ein.
Während ihres Aufenthaltes in Südafrika nahm Regina Claas ein sogenanntes Kontaktstudium am Theologischen Seminar in Wustermark-Elstal auf, das sie im Jahr 2003 abschloss. Nach einem dreijährigen Vikariat, das sie teilweise in Johannesburg absolvierte, erhielt sie 2004 ihre offizielle Anerkennung als Pastorin.
Von 2003 bis 2013 leitete Regina Claas als Generalsekretärin die Verwaltung des evangelisch-freikirchlichen Gemeindebundes. Sie legte in ihrer Amtszeit Wert auf  wachsende Beziehungen, versöhnliche Begegnungen, Mitarbeiterförderung, Gemeindeunterstützung und internationale Vernetzung. Seinen Sitz hat der Bund in Bad Homburg vor der Höhe, die Bundesgeschäftsführung übt ihre Tätigkeit jedoch in Wustermark-Elstal aus.
Claas engagiert sich außerdem in verschiedenen internationalen kirchlichen Gremien. Dazu gehören unter anderem das Exekutivkomitee der BWA (seit 2005), die BWA-Studienkommission Freiheit und Gerechtigkeit (als Vorsitzende seit 2005) sowie der Jury des BWA-Preises für Menschenrechte (seit 2000). Von 1992 bis 1999 gehörte sie auch der BWA-Sonderkommission Baptisten gegen Rassismus an. Im Juli 2010 wurde sie während des Kongresses des Baptistischen Weltbundes auf Hawaii in das Amt der Vizepräsidentin gewählt. Sie gehört auch dem Vorstand der Arbeitsgemeinschaft Christlicher Kirchen in Deutschland (ACK) an.
Regina Claas ist ledig und kinderlos.